# Серебристый амадай
Серебристый амадай, или серебристый кафельник (лат. Branchiostegus argentatus), — вид лучепёрых рыб семейства малакантовых (Malacanthidae). Морские придонные рыбы. Распространены в северо-западной части Тихого океана. Максимальная стандартная длина тела 27,3 см.

## Описание
Тело немного удлинённое, покрыто ктеноидной чешуёй. Высота тела составляет 22—25 % стандартной длины тела. Голова большая, квадратной формы. Длина головы составляет 24—26 % длины тела. На первой жаберной дуге 20—23 жаберных тычинок. Предкрышка до угла с мелкими зазубринами. Угол предкрышки варьирует от 85 до 95°, задний край предкрышечной кости без выемки, прямой. Диаметр орбиты глаза составляет 25—36 % длины головы. Рот конечный, немного косой. Окончание верхней челюсти заходит за вертикаль, проходящую через задний край глаза. Зубы на обеих челюстях клыковидные, на верхней челюсти крупнее в передней части, а на нижней челюсти крупнее по бокам челюсти. В спинном плавнике 7 колючих и 15 мягких лучей. В анальном плавнике 2 колючих и 11—13 мягких лучей; предпоследний луч несколько удлинён. Грудные плавники с 17—19 мягкими лучами, удлинённые; их окончания доходят до анального отверстия. Хвостовой плавник с двойной выемкой. В боковой линии 47—50 прободённых чешуй плюс 1—3 чешуи на хвостовом плавнике.
Тело выше боковой линии тёмное, ниже боковой линии серебристое с неясными жёлто-оранжевыми полосами. Брюхо белое с розовым оттенком. По спине проходят многочисленные (две или несколько более заметных) продольные оранжевые полосы. Голова с двумя жемчужно-серебристыми полосами, проходящими от нижней части глаза до верхней челюсти. Предорсальный гребень тёмный. Перепонки спинного плавника розовые с серией тёмных эллиптических пятен в задней части плавника. Несколько слабых жёлтых пятен в базальной части перепонок плавника. Анальный плавник беловатый с рядом слабых белых пятен в основании, дистальная половина плавника тёмная. Хвостовой плавник с тёмным передним верхним краем верхней лопасти; нижняя лопасть розовая, нижняя часть лопасти тёмная с 6 ярко-жёлтыми полосами и несколькими небольшими пятнами под нижней полосой. Верхний край грудных плавников тёмный. Брюшные плавники белые спереди, полупрозрачные сзади.
Максимальная стандартная длина тела 27,3 см.

## Ареал и места обитания
Распространены в северо-западной части Тихого океана: от юга Японии до Вьетнама, включая Тайвань, Восточно-Китайское море, прибрежные воды Китая, Гонконг и Южно-Китайское море. Обитают над илистыми и песчаными грунтами на глубине 50—65 м.